# Somnitsa
Somnitsa (ryska: Сомница) är ett vattendrag i Belarus.   Det ligger i voblasten Vitsebsks voblast, i den norra delen av landet, 190 km norr om huvudstaden Minsk.
Omgivningarna runt Somnitsa är en mosaik av jordbruksmark och naturlig växtlighet. Runt Somnitsa är det ganska tätbefolkat, med 72 invånare per kvadratkilometer.